# Exército Nacional Líbio
Exército Nacional Líbio é um facção armada anti-islamista formada em maio de 2014, composta por diversas milícias locais do leste da Líbia (incluindo o Conselho Militar Revolucionário Zintane, o Conselho Revolucionário de Trípoli, a Brigada Qa'qa, a Brigada al-Madani e a Brigada Sawa'iqa), que autointitula-se como as Forças Armadas da Líbia não sendo reconhecida como tal internacionalmente. Apresenta-se como um sucessor do Exército de Libertação Nacional da Líbia surgido durante a Primeira Guerra Civil Líbia em 2011. O jornal espanhol El País descreveu o Exército Nacional Líbio como "uma força paramilitar integrada pelos remanescentes do Exército de Gaddafi, várias milícias tribais do leste e mercenários subsaarianos". 
O Exército Nacional Líbio, liderado pelo marechal-de-campo Khalifa Haftar, lançou uma campanha militar denominada "Operação Dignidade", destinada a eliminar as milícias islamitas que operam no país, o que deu inicio a Segunda Guerra Civil Líbia. O Exército Nacional é o braço armado do corpo legislativo localizado em Tobruk, a Câmara dos Representantes da Líbia, que foi reconhecido internacionalmente até outubro de 2015. Entretanto, Haftar tem sua própria agenda política, alinhada ao presidente egípcio Abdel Fattah el-Sisi.

## Ações
Em 2014, Khalifa Haftar proclamou-se chefe do Exército Nacional Líbio, colocando-se do lado das autoridades no leste do país.
Em 11 de setembro de 2016, o Exército Nacional Líbio arrebatou do Governo do Acordo Nacional, reconhecido pelas Nações Unidas, o controle de quatro portos petrolíferos pelos quais metade do petróleo extraído na Líbia poderia ser exportado.
No final de 2017, pôs fim aos últimos redutos islamistas em Bengazi e apoderou-se do estratégico Golfo de Sidra, um ponto-chave para a saída do petróleo líbio. No ano seguinte, capturou a cidade de Derna das milícias jihadistas que a controlavam e em fevereiro ocupou vários locais no sul do país, incluindo sua capital Saba.
Em 5 de abril de 2019, o general Haftar anunciou uma ofensiva pelas tropas do Exército Nacional Líbio para capturar a capital Trípoli, sede do Governo do Acordo Nacional, o único reconhecido internacionalmente. Um dia antes, o Secretário-Geral das Nações Unidas, António Guterres, chegara à Líbia para finalizar os preparativos para a conferência nacional que se realizaria na cidade de Gadamés entre 14 a 16 de abril e que havia sido administrada pelo enviado especial da ONU, Ghassan Salamé, com o objetivo de estabelecer um acordo entre o governo estabelecido em Trípoli e o governo paralelo do leste do país com sede em Tobruk, cujo homem-forte é Haftar. Diante da situação delicada, Guterres viajou para Bengazi onde se encontrou com Haftar, que reiterou sua intenção de tomar a capital.

## Composição
O Exército Nacional Líbio é formado por um grupo de milícias que orbitam em um núcleo regular do exército representando uma força de cerca de 25.000 homens, não sendo portanto um bloco sólido e coerente. As forças de Haftar incluem também várias unidades sudanesas de Darfur e milícias chadianas. Segundo o Conselho Europeu de Relações Exteriores: "Enquanto Khalifa Haftar é reconhecido como comandante geral das forças armadas pela Câmara dos Representantes no leste da Líbia, o seu autointitulado Exército Nacional Líbio (LNA) é uma mistura de unidades militares e grupos armados tribais ou regionais, e não é reconhecido como um exército legitimo por todo o pessoal militar em todo o leste ou oeste da Líbia."
O componente regular do Exército Nacional Líbio é constituído por várias dezenas de unidades, com um total de cerca de 7.000 homens.
O marechal Haftar também emprega 12.000 membros auxiliares de milícias, incluindo vários membros de grupos armados sudaneses e chadianos.
- Exército de Libertação do Sudão da facção de Minni Minnawi (ELS-MM). Sua implantação começou em março de 2015 nas áreas de Ubari, al-Waw e al-Wigh. Em março de 2016, desempenharam um papel fundamental na captura e proteção das instalações de petróleo.[8]

- Exército de Libertação do Sudão da facção de Abdul Wahid al Nur. Envolveu-se com o Exército Nacional Líbio com 1.500 combatentes em meados de 2016.[8]

- Reagrupamento das Forças para a Mudança (RFC), um grupo rebelde chadiano que começou a operar no sudeste da Líbia no final de 2015.[8]

Finalmente, o Exército Nacional Líbio agrega as milícias de Zintan (2.500 homens) e, até certo ponto, a 6.ª Brigada de Saba, uma força tribal dos Oulad Souleymane.
Em setembro de 2017, quatro zonas militares foram criadas cobrindo toda a zona central e uma grande parte da zona oeste da costa: a zona militar do Golfo de Sidra (quartel-general: Ajdabiya), a zona militar de Misrata (quartel-general: Khoms), a zona militar de Trípoli (quartel-general: souq al-Khamis), a zona militar de Zauia (quartel-general: Sabratha). Na verdade, naquele momento o Exército Nacional Líbio controlava apenas a área do Golfo de Sidra.